# Єгор’євське (Лисковський район)
Єгор’євське (рос. Егорьевское) — село в Лисковському районі Нижньогородської області Російської Федерації.
Населення становить 32 особи. Входить до складу муніципального утворення Кисловська сільрада.

## Історія
Від 2009 року входить до складу муніципального утворення Кисловська сільрада.

## Населення
| 2002 | 2010 |
| ---- | ---- |
| 58   | ↘32  |